# Tjaša Stanko
Tjaša Stanko, slovenska rokometašica, * 5. november 1997, Maribor.
Igra za RK Zagorje in Slovensko žensko rokometno reprezentanco.

## Dosežki
- Prva slovenska ženska rokometna liga:
  - Zmagovalka: 2016